# Грос-Морн (гора)
Грос-Морн (англ. Gros Morne) — гора, расположенная в одноимённом национальном парке Грос-Морн, находящемся на территории канадского острова Ньюфаундленд (провинция Ньюфаундленд и Лабрадор). Название горы происходит от фр. gros morne — «большой холм». По некоторым сведениям, название горы Gros Morne впервые появилось на адмиралтейских картах 1897 года.

## География и геология
Гора Грос-Морн находится в горной системе Лонг-Рейндж, являющейся составной частью Аппалачей. Она расположена немного севернее Ист-Арма (East Arm), отростка залива Бонн. Высота горы Грос-Морн — 806 м (по другим данным — 807 м). Она является второй по высоте вершиной острова Ньюфаундленд, вслед за горой Кейбокс (814 м), высшей точкой массива Льюис-Хилс. Относительная высота вершины Грос-Морн — 704 м.
Горные породы, из которых сложен Грос-Морн, включают в себя известняк, а также доломитовые и кварцитовые слои.

## Фауна
В районе вершины горы Грос-Морн можно встретить тундряную куропатку (Lagopus muta), арктического беляка (Lepus arcticus) и северного карибу (Rangifer tarandus). Американские лоси (Alces americanus) обычно не поднимаются выше границы леса, но их можно встретить в болотах у южного склона горы Грос-Морн. На альпийских лугах встречается ньюфаундлендская разновидность луговой полёвки (Microtus pennsylvanicus terraenovae), которая является эндемиком острова. В горных озёрах в районе горы Грос-Морн водится арктический голец (Salvelinus alpinus), а в болотах и небольших водоёмах выше границы леса — американская жаба (Anaxyrus americanus).

## Туристские маршруты
Туристская тропа к вершине горы Грос-Морн начинается от автомобильной парковки у шоссе 430, расположенной на высоте 10 м. Путь на вершину и назад (примерно 16 км) занимает 6—8 часов, при условии достаточно хорошей физической подготовки. Первый участок (около 4 км), в конце которого находится смотровая площадка, проходит по лесистой местности, кое-где есть ступеньки и деревянный настил. После этого начинается 8-километровая петля, которая включает в себя 500-метровый (по высоте) подъём к вершине и спуск обратно к смотровой площадке. Прохождение этой петли занимает 4—6 часов.
Участок тропы, ведущей на Грос-Морн, является частью 35-километрового траверса Лонг-Рейндж (Long Range traverse), который начинается у озера Уэстерн-Брук-Понд и заканчивается у шоссе 430, у начала тропы на Грос-Морн. Прохождение траверса Лонг-Рейндж обычно занимает 4—5 дней (требуются три или четыре ночёвки).

## Фотогалерея
- Вид на Грос-Морн от Вуди-Пойнта
- Гора Грос-Морн
- Вид с верхней части тропы
- Вид на Грос-Морн с Тейбллендс